# 209 Dido
Didone o 209 Dido è un asteroide della fascia principale del diametro medio di circa 159,94 km. Scoperto nel 1879, presenta un'orbita caratterizzata da un semiasse maggiore pari a 3,1442131 UA e da un'eccentricità di 0,0625018, inclinata di 7,17158° rispetto all'eclittica.
Il suo nome è dedicato a Didone, nella mitologia romana una regina fenicia, fondatrice di Cartagine.